# Number 1 (album Big Bangu)
Number 1 – pierwszy japoński album studyjny południowokoreańskiej grupy Big Bang, wydany 9 października 2008 roku przez YG Entertainment i Universal Music Japan. Album ukazał się w dwóch edycjach: CD i CD+DVD. Osiągnął 13 pozycję w rankingu Oricon i pozostawał na liście przez 15 tygodni.

## Lista utworów
| Nr  | Tytuł                                         | Słowa                                             | Kompozycja                                        | Aranżacja                                                | Czas |
| --- | --------------------------------------------- | ------------------------------------------------- | ------------------------------------------------- | -------------------------------------------------------- | ---- |
| 1.  | „Intro”                                       |                                                   |                                                   |                                                          | 1:12 |
| 2.  | „Number 1” (wer. ang.)                        | Jimmy Thornfeldt, Martin Hanzen, Mohombi Moupondo | Jimmy Thornfeldt, Martin Hanzen, Mohombi Moupondo | Jimmy Thornfeldt, Martin Hanzen, Mohombi Moupondo        | 3:20 |
| 3.  | „Make Love” (wer. ang.)                       | Kush, Daniel Im, Steve-I                          | Kush, Daniel Im, Steve-I                          | Kush                                                     | 3:37 |
| 4.  | „Come Be My Lady” (wer. ang.)                 | Jimmy Thornfeldt, Martin Hanzen, Mohombi Moupondo | Jimmy Thornfeldt, Martin Hanzen, Mohombi Moupondo | Jimmy Thornfeldt, Martin Hanzen, Mohombi Moupondo, Perry | 2:55 |
| 5.  | „Haru Haru”                                   | G-Dragon                                          | G-Dragon, Daishi Dance                            | Daishi Dance                                             | 4:16 |
| 6.  | „With U” (wer. ang.)                          | G-Dragon, Perry                                   | G-Dragon, Teddy, Perry                            | Perry, Teddy, G-Dragon                                   | 3:01 |
| 7.  | „How Gee” (wer. ang.)                         | Big Bang, Perry                                   | Big Bang, Perry                                   | Brave Brothers                                           | 3:15 |
| 8.  | „Baby Baby” (wer. ang.)                       | Perry, Emi K.Lynn                                 | G-Dragon, Brave Brothers                          | Brave Brothers                                           | 3:54 |
| 9.  | „So Beautiful” (wer. ang.)                    | Big Bang, Perry                                   | Perry, Brave Brothers                             | Brave Brothers                                           | 3:38 |
| 10. | „Remember” (wer. ang.)                        | Yang Hyun-suk, G-Dragon, T.O.P                    | Teddy, Walt Anderson                              | Teddy                                                    | 3:22 |
| 11. | „Heaven”                                      | G-Dragon, Shōko Fujibayashi, Komu                 | G-Dragon, Daishi Dance                            | G-Dragon, Daishi Dance                                   | 3:53 |
| 12. | „Everything” (wer. ang.)                      | Perry                                             | Perry                                             | Perry                                                    | 3:55 |
| 13. | „Always” (wer. ang.)                          | Big Bang, Perry, Rina Moon                        | Teddy, Perry                                      | Teddy                                                    | 3:55 |
| 14. | „Candle (Together Forever)” (tylko wersja CD) | Perry, Big Bang, Komu                             | Jeon Seung-woo                                    | Jeon Seung-woo                                           | 4:02 |